# HC Torpedo Nizjni Novgorod
HC Torpedo Nizjni Novgorod (Russisch: ХК Торпедо Нижний Новгород), is een Russische ijshockeyclub die speelt in de Kontinental Hockey League (KHL). In de Sovjettijd werd met de naam Torpedo aangeduid dat het een club van de Marine van de Sovjet-Unie was (Onderzeeërs). De ploeg werd opgericht in 1946. Torpedo speelt zijn thuiswedstrijden in het Sportpaleis Nagorny in Nizjni Novgorod.
De eigenaar van HC Torpedo Nizjni Novgorod is de Groep GAZ.

## Voormalige clubnamen
- Torpedo Gorki (1949–1991)
- Torpedo Nizjni Novgorod (1991–heden)

## Erelijst
Sovjetkampioenschappen:
- Tweede: 1961

Sovjet Cup:
- Runner-up: 1961

Vysshaya Liga (2): 2003, 2007
Spengler Cup:
- Tweede: 1972

Steel Cup (1): 2015
Dukla Cup (1): 2016
Bodense Cup (1): 2017